# Corba
Corba és un terme abstracte que s'usa per descriure el camí d'un punt mogut contínuament. Tal camí és sovint generat per una equació. Exemples senzills són les circumferències, les el·lipses, els polígons, les paràboles, les corbes tècniques, les hipèrboles, les espirals i les rectes.